# The Way We Were (album Barbra Streisand)
| Recensione | Giudizio |
| ---------- | -------- |
| AllMusic   |          |

The Way We Were è il quindicesimo album in studio della cantante statunitense Barbra Streisand, pubblicato nel 1974 dalla Columbia Records.

## Tracce
Lato A
1. Being at War with Each Other – 4:01 (King)
2. Something So Right – 4:26 (Simon)
3. The Best Thing You've Ever Done – 2:49 (Charnin)
4. The Way We Were – 3:31 (testo: A. Bergman, M. Bergman – musica: Hamlisch)
5. All in Love Is Fair – 3:51 (Wonder)

Lato B
1. What Are You Doing the Rest of Your Life? – 3:19 (testo: A. Bergman, M. Bergman – musica: Legrand)
2. Summer Me, Winter Me – 2:55 (testo: A. Bergman, M. Bergman – musica: Legrand)
3. Pieces of Dreams – 3:26 (testo: A. Bergman, M. Bergman – musica: Legrand)
4. I've Never Been a Woman Before – 2:44 (Baird, Miller)
5. Medley – 4:08

## Classifiche
| Classifica (1974) | Posizione massima |
| ----------------- | ----------------- |
| Australia         | 10                |
| Canada            | 3                 |
| Giappone          | 73                |
| Regno Unito       | 49                |
| Stati Uniti       | 1                 |

### Classifiche di fine anno
| Classifica (1974) | Posizione |
| ----------------- | --------- |
| Canada            | 18        |
| Stati Uniti       | 27        |